# Golitsino
Golitsino é uma cidade da Rússia, no Oblast de Moscou.